# Kisiołki
Kisiołki – wieś w Polsce położona w województwie podlaskim, w powiecie łomżyńskim, w gminie Łomża.
Przez miejscowość przepływa rzeka Łomżyczka, dopływ Narwi.
| SIMC    | Nazwa       | Rodzaj    |
| ------- | ----------- | --------- |
| 0400774 | Podolszynie | część wsi |

Wierni kościoła rzymskokatolickiego należą do parafii św. Wojciecha Biskupa i Męczennika w Szczepankowie.

## Historia
Wieś szlachecka Boguszyce-Kisiołki położona była w drugiej połowie XVI wieku w powiecie łomżyńskim ziemi łomżyńskiej. W latach 1921 – 1939 wieś leżała w województwie białostockim, w powiecie łomżyńskim, w gminie Szczepankowo.
Według Powszechnego Spisu Ludności z 1921 roku wieś zamieszkiwało 57 osób w 11 budynkach mieszkalnych. Miejscowość należała do parafii rzymskokatolickiej w Szczepankowie. Podlegała pod Sąd Grodzki i Okręgowy w Łomży; właściwy urząd pocztowy mieścił się w Łomży.
W wyniku napaści ZSRR na Polskę we wrześniu 1939 miejscowość znalazła się pod okupacją sowiecką. Od czerwca 1941 roku pod okupacją niemiecką. Od 22 lipca 1941 do 1945 włączona w skład Landkreis Lomscha, Bezirk Bialystok III Rzeszy.
W latach 1975–1998 miejscowość administracyjnie należała do województwa łomżyńskiego.